# Juan Valverde
Juan Carlos Valverde Carreño (ur. 22 kwietnia 1988) – ekwadorski zapaśnik walczący w stylu wolnym. Zdobył brązowy medal na igrzyskach panamerykańskich w 2011. Siódmy na mistrzostwach panamerykańskich w 2011. Trzeci na igrzyskach Ameryki Południowej w 2010 i mistrzostwach w 2013 roku.